# 郭建梅
郭建梅（1961年10月13日— ），出生于河南滑县，中国公益律师，妇女平权活动人士，北京众泽妇女法律咨询服务中心创始人（原北京大学法学院妇女法律研究与服务中心），现任职于北京市千千律师事务所。她因在为中国妇女权益上做出的努力和贡献，在2005被提名“诺贝尔和平奖”，在2011年获得美国国务院颁发的"国际妇女勇气奖"，在2019年获得“正确生活方式奖”。2021年在美国乔治城大学被美国前国务卿希拉里授予“希拉里·罗德海姆·克林顿奖”。

## 早年经历
郭建梅出生在1960年代的中国，当时她出生在的河南农村男尊女卑风气严重，她的奶奶因畏惧家暴，饿死在卖馒头的途中。郭建梅从小与姥姥一同生活。郭在从业之后接受采访时表示，童年经历对她择业有很大影响。
高中时，她给自己改名作郭永攀，立志考上北大清华。1979年，她考取北京大学法律系，和诗人海子是同班同学。大学期间，结识比自己高一届的中文系学生刘震云（他后续成为郭建梅的丈夫）。

## 家庭
郭建梅与作家刘震云在1985年结婚，育有一女刘雨霖。

## 职业生涯
1983年毕业，进入司法部研究室，后任职于中国妇联法律顾问处、中国律师协会《中国律师》杂志社。
1992年4月，中国政府颁布《中国妇女权益保障法》，郭建梅参与了该法的起草工作，并与马亿南合著《妇女权益保障法指南》。1993年后，与中国社会科学院法学研究所合作主持实施《中国妇女法实施中存在问题和对策研究》课题项目。
1995年9月，郭建梅参与采访第四次世界妇女大会NGO论坛，期间听闻希拉里演讲‘妇女权即人权’（Women's rights are human rights）等而受触动。
次年，1996年她辞去《中国律师》杂志社主编助理的工作，与北大教师一起组建成立了“北京大学法学院妇女法律研究与服务中心”，郭建梅成为了一名公益律师，他们最早获得的资金是来自美国福特基金会捐助的3万美元。
2001年，郭建梅患忧郁症，经治疗得以好转。2009年2月22日，来华访问的美国国务卿希拉里在美国驻华使馆会见了郭建梅在内的21位中国民间女性活动家。
至2009年，北京大学法学院妇女法律研究与服务中心已为近10万人提供无偿法律帮助，受理咨询6万余件，办理个案近千件。这些案件中包括家庭暴力、职场性别歧视、性侵、性骚扰、对进城务工妇女的人权伤害、妇女土地权益等情况。 2009年，该中心也曾积极介入轰动全国的邓玉娇案和李蕊蕊案。
2010年3月25日，北京大学官方网站发布了该校社会科学部的机构撤消公告，北京大学法学院妇女法律研究与服务中心是被撤消的四家机构之一。据称，北大受到了教育主管部门指示，该中心被撤销的原因之一是接受了国外资金资助，并介入了一些敏感案件。随后郭建梅成立了北京众泽妇女法律咨询服务中心继续她在女性平权上的工作。在2016年，这家机构也宣布歇业。
人权活动人士和专家认为，中国政府之前对郭建梅的中心都是容忍并不干涉，这两次关闭郭的组织可能是中国政府打压民间组织的迹象。

## 著名法律案件

### 邓玉娇案
2009年5月10日晚，邓玉娇在湖北省恩施州巴东县野三关镇的雄风宾馆做服务员时，出于正当防卫目的刺死一名镇政府工作人员，刺伤两名镇政府工作人员。“邓玉娇案”发生后，北大法学院妇女法律研究与服务中心积极介入。据该中心发起建立的公益律师网的消息介绍，2009年5月24日，该中心与北京益仁平中心共同发起并举报“妇女人权与尊严维护暨邓玉娇事件法律研讨会”，从法律角度牵头关注邓案；5月26日，郭建梅以中心名义致电恩施警方，表达对此案的关注。此外，该中心派出律师万珏赴案发地了解案情，另一律师张荆也一直与邓的代理律师沟通案件情况。随后，该中心加入邓案“女界声援团”并发表 “让邓玉娇的悲剧不再重演!”的声明。6月14日，该中心致函恩施州法院、巴东县法院、巴东县政法委，表达希望邓玉娇能得到公正、公开的审理。

### 鲍毓明案
鲍毓明涉嫌性侵案指的是中国企业杰瑞集团副总裁兼首席法务官鲍毓明涉嫌在2016-2019年間性侵、虐待一名未成年女童，而引发中国大陆网民热烈讨论的事件。

## 荣誉
- 2005年度“为了公共利益年度人物”-《南风窗》杂志
- 2006年“公益楷模”，第三届中国公益事业发展论坛暨百位公益楷模先进事迹报告会，2006年12月
- 2007年“全球女性领导者奖”，美国国际妇女权益组织“重要之声”
- 2007年“公益律师年度人物奖”，美国旧金山法律援助协会，2007年7月10日[16]
- 2009年“COSMO年度时尚女性大奖”，《时尚COSMOPOLITAN》杂志，2009年12月10日[24]
- 2010年度“西蒙·德·波伏娃奖”，与艾晓明同获，2010年1月[25]
- 2011年, "国际妇女勇气奖", 美国国务院。[5]
- 2019年度「正確生活方式獎」[26]

## 著作
- 《妇女权益保障法指南》（合著）
- 《当代中国妇女权益保障的理论与实践》
- 《中国法律援助的理论与实践》
- 《家庭暴力与法律援助》
- 《妇女法律援助案例·指南》
- 《婚姻家庭疑难百问》
- 《人身权利疑难百问》
- 《劳动权益疑难百问》
- 《妇女权益保障工作常用法律法规汇编》